# Montréal (district électoral du Canada-Uni)
Pour les articles homonymes, voir Montréal (homonymie).
Circonscription électorale provinciale du Canada
Montréal (aussi désigné Cité de Montréal) est un district électoral de l'Assemblée législative de la province du Canada.

## Liste des députés

### Siègeno1
| Années | Années      | Député              | Affiliation    |
| ------ | ----------- | ------------------- | -------------- |
|        | 1841 - 1844 | Benjamin Holmes     | Tory unioniste |
|        | 1844 - 1848 | George Moffatt      | Tory           |
|        | 1848 - 1851 | Benjamin Holmes     | Libéral        |
|        | 1851 - 1854 | John Young          | Rouge          |
|        | 1854 - 1858 | Antoine-Aimé Dorion | Rouge          |
|        | 1858 - 1861 | Antoine-Aimé Dorion | Rouge          |

### Siègeno2
| Années | Années      | Député                              | Affiliation       |
| ------ | ----------- | ----------------------------------- | ----------------- |
|        | 1841 - 1843 | George Moffatt                      | Tory unioniste    |
|        | 1843 - 1844 | Pierre Beaubien                     | Canadien-français |
|        | 1844 - 1848 | Clément-Charles Sabrevois de Bleury | Tory              |
|        | 1848 - 1851 | Louis-Hippolyte La Fontaine         | Réformiste        |
|        | 1851 - 1854 | William Badgley                     | Tory              |
|        | 1854 - 1858 | John Young                          | Rouge             |
|        | 1858 - 1861 | Thomas D'Arcy McGee                 | Rouge             |

### Siègeno3
| Années | Années      | Député    | Affiliation  |
| ------ | ----------- | --------- | ------------ |
|        | 1858 - 1861 | John Rose | Conservateur |